# Theodor Andresen
Theodor Andresen (* 29. August 1907 in Gerresheim; † 16. April 1945 in Düsseldorf) war ein deutscher Bauunternehmer und Widerstandskämpfer gegen das NS-Regime.

## Leben
Andresen wurde in der damals noch eigenständigen Stadt Gerresheim geboren, wo er auch seine Kindheit und Jugend verbrachte. Im Zweiten Weltkrieg kämpfte Andresen zunächst als Soldat an der Ostfront, kehrte jedoch 1943 in die Heimat zurück. Dort war der gelernte Maurer als Bauunternehmer tätig.
Andresen war verheiratet und hatte vier Kinder.

## Widerstand in Düsseldorf
Im April 1945 beteiligte er sich an einer Aktion Düsseldorfer Bürger, um die Stadt kampflos an die vorrückenden amerikanischen Streitkräfte zu übergeben. Wenige Stunden vor der Befreiung Düsseldorfs wurde er zum Tod verurteilt und hingerichtet. (Siehe hierzu den Hauptartikel Aktion Rheinland).

## Gedenken

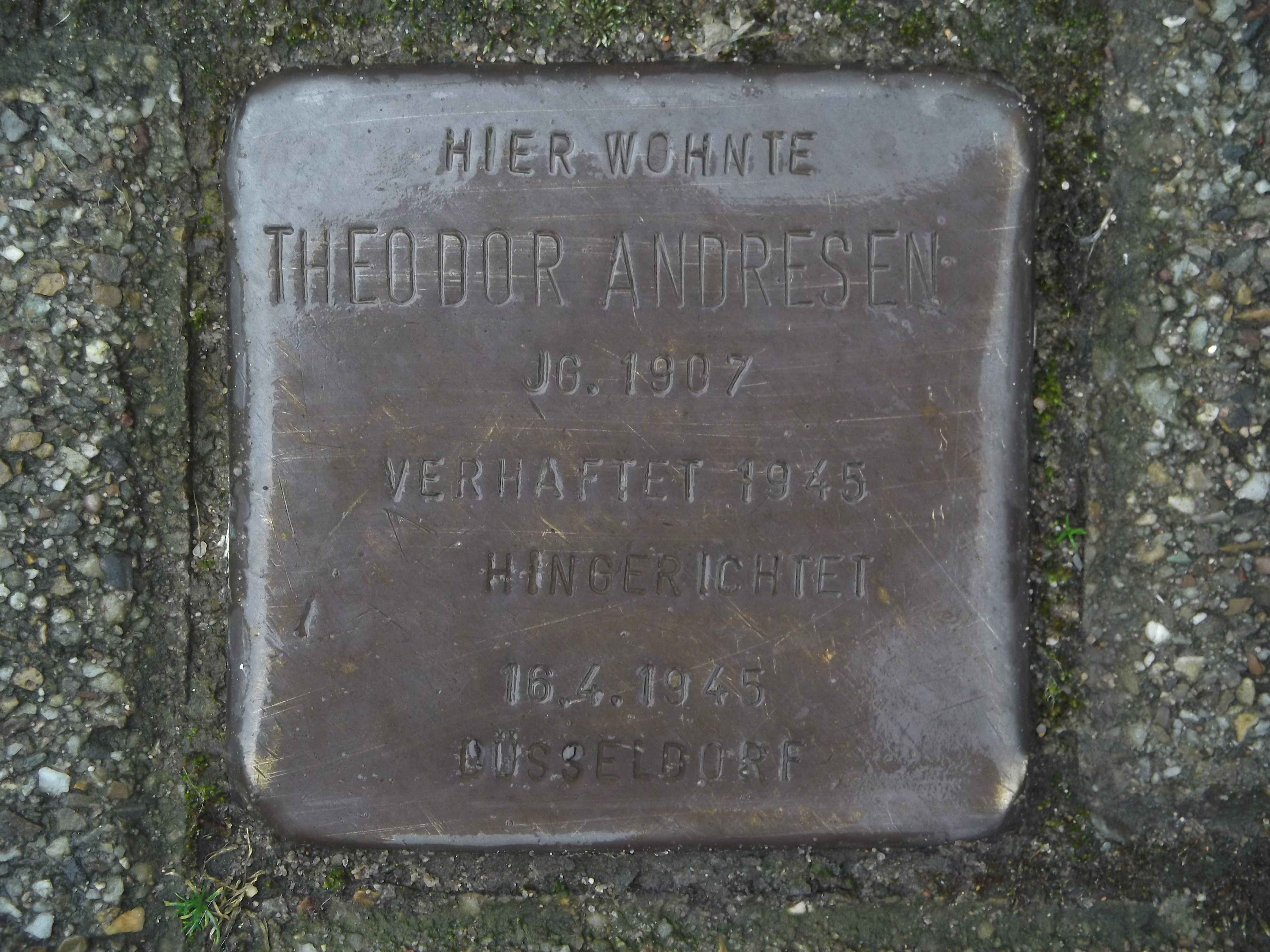
Stolperstein Unter den Eichen 39 in Gerresheim

Andresen hat ein Ehrengrab auf dem Waldfriedhof Gerresheim in Düsseldorf. Nach ihm wurden die Theodor-Andresen-Straße in der Golzheimer Siedlung und die Theodor-Andresen-Schule in Gerresheim benannt.